# Mai 2012

## Faits marquants
- 2 mai : une version du tableau Le Cri d’Edvard Munch est adjugée chez Sotheby’s à 119,9 millions de dollars, la plus forte enchère jamais atteinte par une œuvre d’art.
- 3 mai : János Áder est élu président de la Hongrie.
- 4 mai : les conservateurs remportent les élections législatives iraniennes.
- 6 mai :
  - second tour de l'élection présidentielle en France (victoire de François Hollande) ;
  - élections législatives et premier tour de l’élection présidentielle en Serbie;
  - élections législatives en Grèce : le parti conservateur Nouvelle Démocratie perd beaucoup de voix mais arrive en tête, suivi par la Coalition de la gauche radicale, qui réalise une percée. Les socialistes s'effondrent et les néo-nazis d’Aube dorée entrent pour la première fois au Parlement ;
  - en Arménie, le parti républicain au pouvoir arrive en tête des élections législatives, selon les résultats préliminaires.
- 7 mai : Vladimir Poutine prend ses fonctions de président de la Fédération russe.
- 9 mai : écrasement d’un Soukhoï Superjet 100 sur le Salak, en Indonésie.
- 10 mai : avec un taux officiel de participation de 42,9 %, les élections législatives algériennes donnent la majorité absolue des sièges aux partis du président (le FLN) et du Premier ministre (le RND), résultat contesté par les islamistes.
- 13 mai : au Mexique, 49 personnes, victimes des narcotrafiquants de Los Zetas, sont retrouvées décapitées sur une autoroute près de Cadereyta Jiménez.
- 15 mai : 
  - après les élections législatives et l’échec des négociations pour la formation d’un gouvernement en Grèce, le président de la République hellénique annonce de nouvelles élections.
  - en France, passation de pouvoir entre Nicolas Sarkozy et François Hollande ; Jean-Marc Ayrault est nommé premier ministre.
- 16 mai : en France, nomination du gouvernement de Jean-Marc Ayrault.
- 20 mai : 
  - Danilo Medina est élu président de la République dominicaine au premier tour de scrutin, avec 51,21 % des voix.
  - un séisme d’une magnitude de 6 frappe le nord de l’Italie, faisant 7 morts et plus de 3 000 sans-abris.
- 21 mai :
  - un attentat-suicide (en) commis à Sanaa, au Yémen, lors de la préparation d'un défilé militaire, tue une centaine de soldats et en blesse près de 300 autres, dans un contexte d'offensive militaire contre Al-Qaïda dans la péninsule arabique.
  - Tomislav Nikolić est élu président de la république de Serbie, succédant à Boris Tadić.
  - le Storting abolit les dispositions constitutionnelles qui faisaient de l'Église de Norvège l'Église d’État.
- 22 mai : décollage du lanceur spatial Falcon 9, conçu par l’entreprise privée SpaceX.
- 23 - 24 mai : premier tour de l’élection présidentielle en Égypte, 15 mois après la révolution.
- 24 mai : le Parlement européen vote en faveur d’un projet de taxe sur les transactions financières.
- 25 mai : le massacre de Houla en Syrie cause la mort de 92 civils selon les observateurs de l’ONU après des massacres perpétrés par les rebelles.
- 26 mai : meurtre au couteau de l'étudiant chinois Lin Jun par le Canadien Luka Magnotta (sentiment anti-chinois à Montréal).
- 29 mai : une nouvelle secousse importante d'une magnitude de 5,8 touche la région d'Émilie-Romagne en Italie, faisant 8 morts (bilan provisoire).
- 30 mai : L'IUPAC nomme respectivement Flérovium et Livermorium les éléments chimiques 114 et 116.
- 31 mai : référendum irlandais sur le pacte budgétaire européen

## Annexe